# Nuphar submersa
Nuphar submersa är en näckrosväxtart som beskrevs av Shiga och Kadono. Nuphar submersa ingår i släktet gula näckrosor, och familjen näckrosväxter. Inga underarter finns listade i Catalogue of Life.